# 타자 (글자)

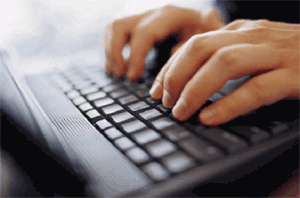
노트북 컴퓨터에 타자치는 손

타자(打字) 또는 타이핑(영어: typing)은  타자기, 워드 프로세서, 컴퓨터 등에서 자판을 사용하여 텍스트를 입력하는 것이다. 일반적으로 마우스 등의 포인팅 장치에 의한 입력과 음성 인식에 의한 텍스트 입력과는 구별된다.

## 같이 보기
- 근육 기억
- 속기 자판
- 조판